# Tallinna Kaubamaja Grupp AS
Tallinna Kaubamaja Grupp AS (français : Groupe de grands magasins de Tallinn) est une entreprise du  commerce de détail et de la location immobilière basée à Tallinn en Estonie,,.

## Présentation
Le groupe Tallinna Kaubamaja AS comprend les filiales et sociétés associées suivantes : 
- Estonie : Kaubamaja AS, Selver AS, Kulinaaria OÜ, Viking Security AS, Tartu Kaubamaja Kinnisvara OÜ, Tallinna Kaubamaja Kinnisvara AS, TKM Auto OÜ, TKM Beauty OÜ, TKM Beauty Eesti OÜ, KIA Auto AS, Viking Motors AS, AS TKM King and Rävala Parkla AS
- Lettonie : Selver Latvia SIA, SIA TKM Latvija, SIA Forum Auto
- Lituanie : KIA Auto UAB

## Actionnaires
Au 29 février 2020, le plus importants actionnaires du Groupe Tallinna Kaubamaja sont,:
| #  | Actionnaire                            | Actions    | %      |
| -- | -------------------------------------- | ---------- | ------ |
| 1  | NG Investeeringud OÜ                   | 27 288 636 | 67,0 % |
| 2  | Ing Luxembourg, Aif account            | 2 268 824  | 5,6 %  |
| 3  | Marie Vaino                            | 899 769    | 2,2 %  |
| 4  | Lhv Pensionifond L                     | 771 620    | 1,9 %  |
| 5  | State Street Bank and Trust Company    | 446 373    | 1,1 %  |
| 6  | BPSS FFT                               | 320 199    | 0,8 %  |
| 7  | Firebird Republics Fund                | 294 933    | 0,7 %  |
| 8  | BNYM AS AGT/CLTS                       | 271 111    | 0,7 %  |
| 9  | Citibank - Kuwait Investment Authority | 253 622    | 0,6 %  |
| 10 | Swedbank                               | 241 302    | 0,6 %  |

## Galerie

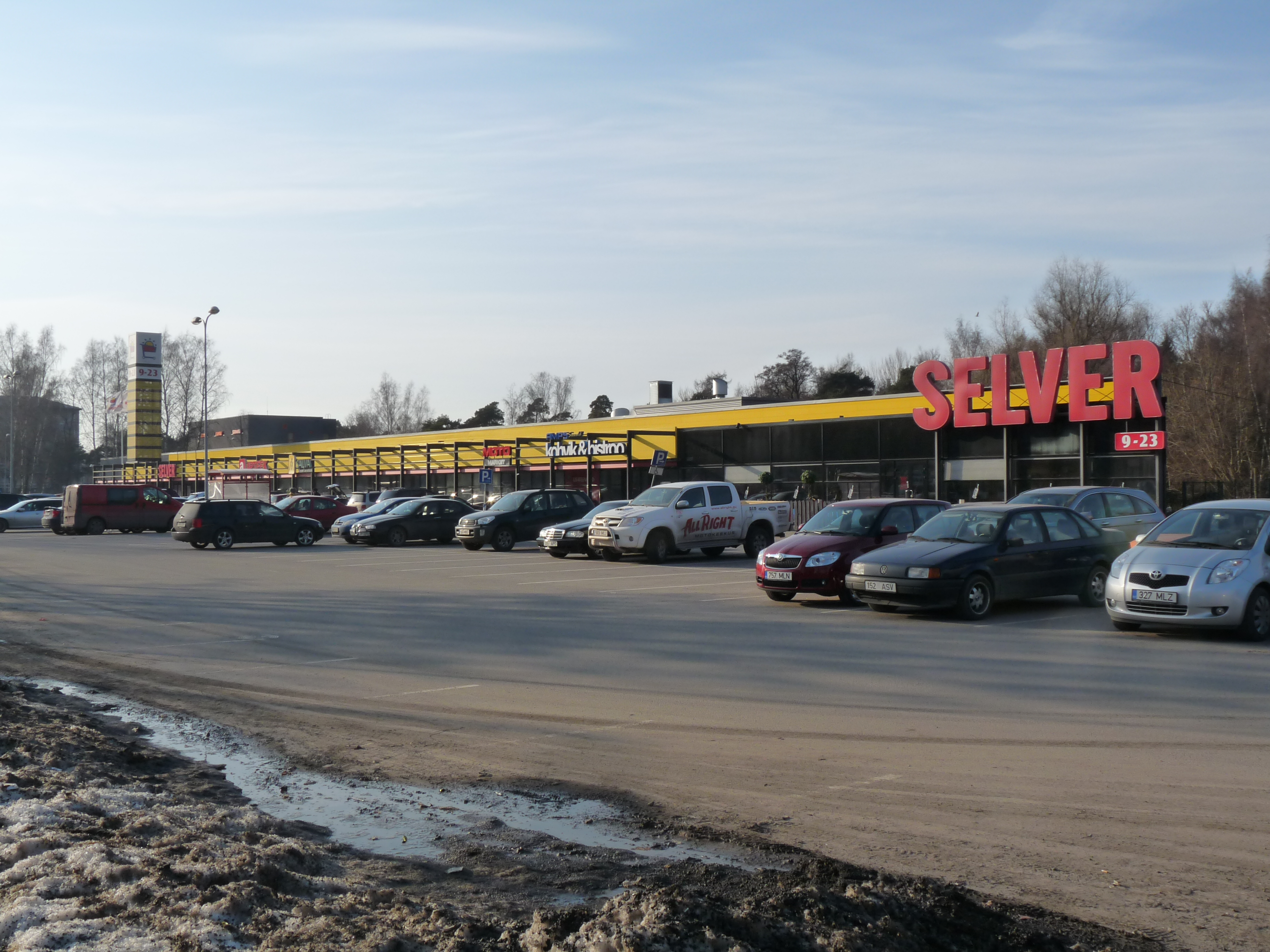
Supermarché Selver dans le quartier Merimetsa de Tallinn.
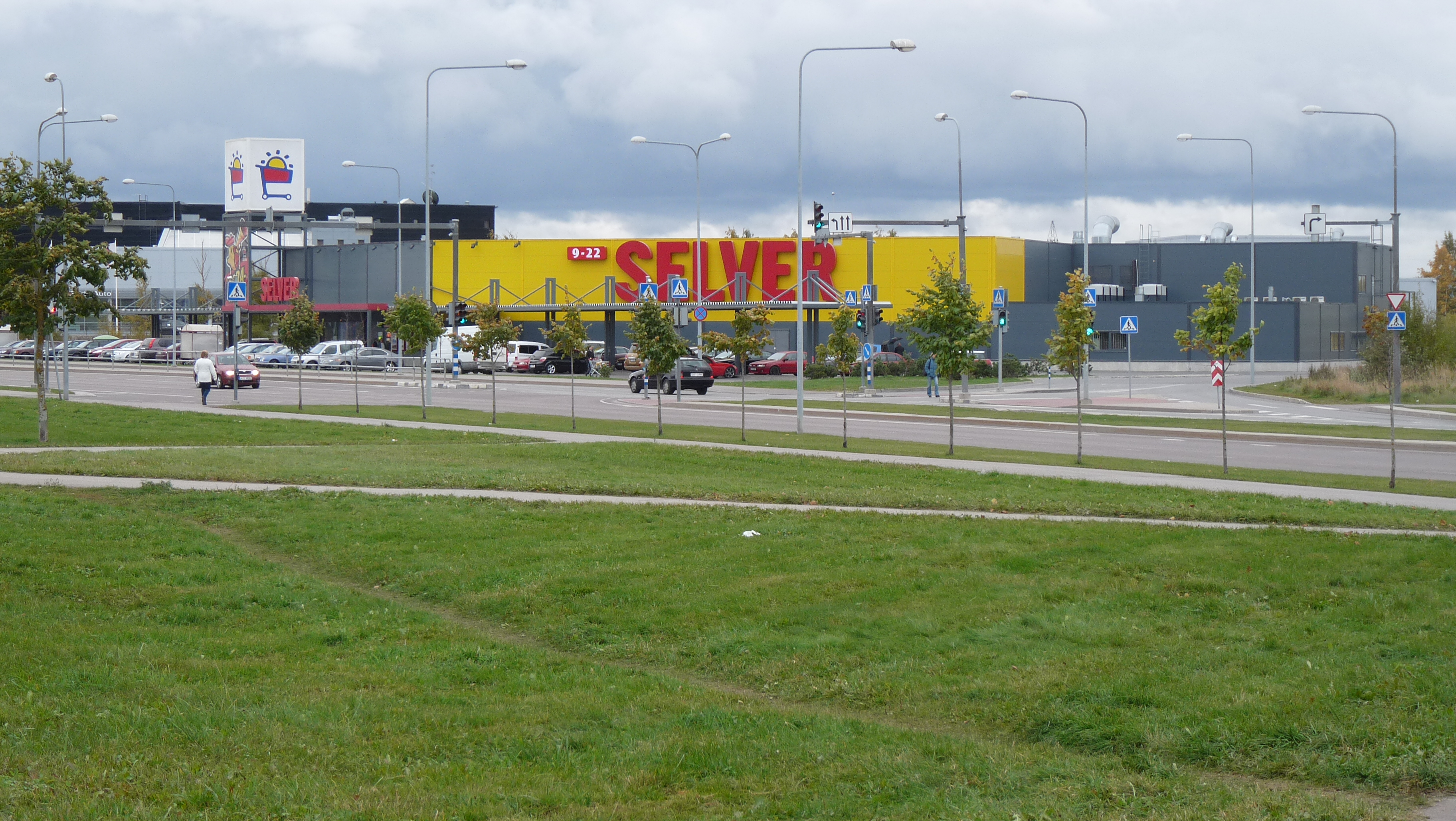
Hypermarché Selver dans le quartier Mustakivi de Tallinn.
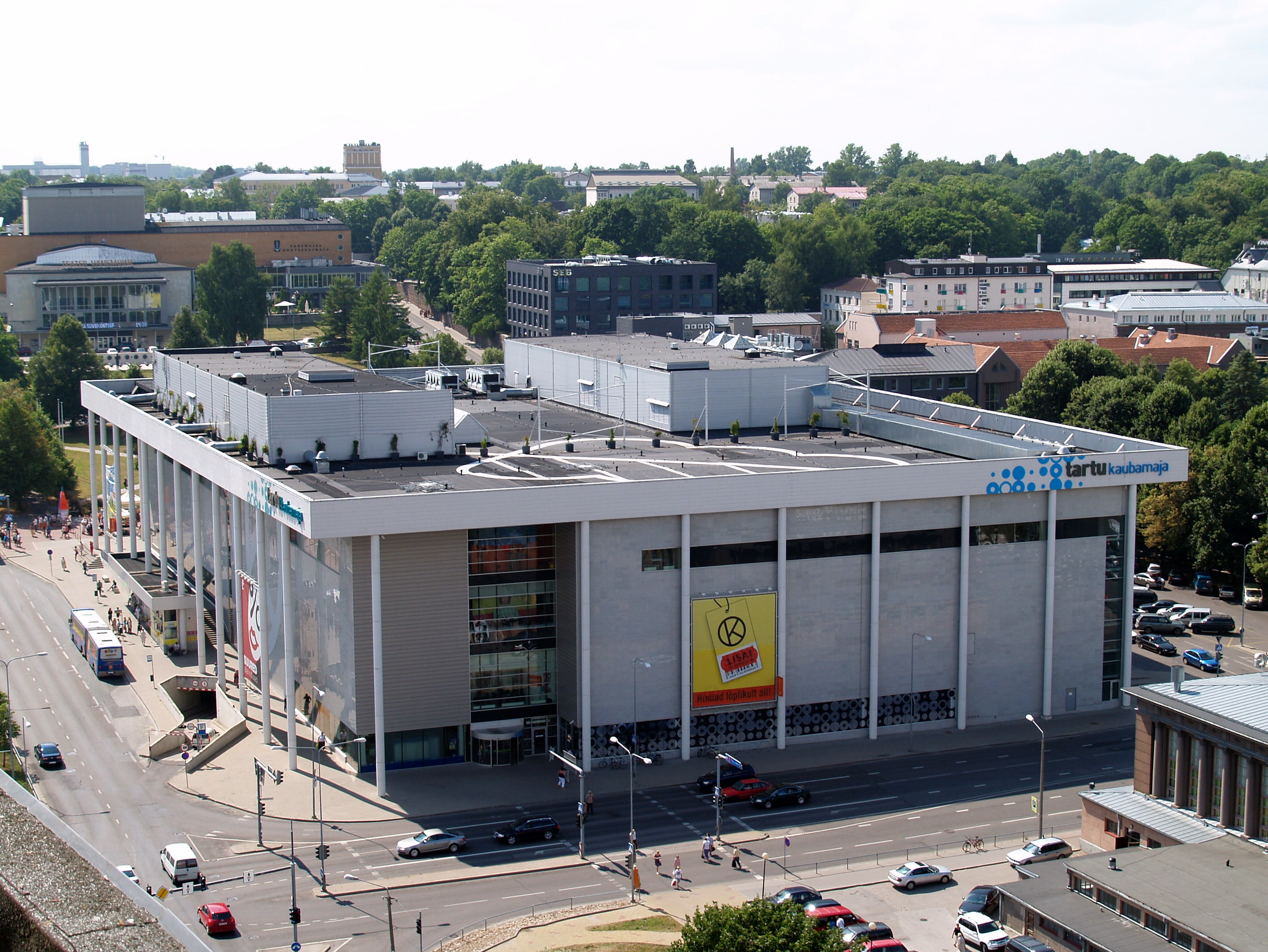
Tartu Kaubamaja.
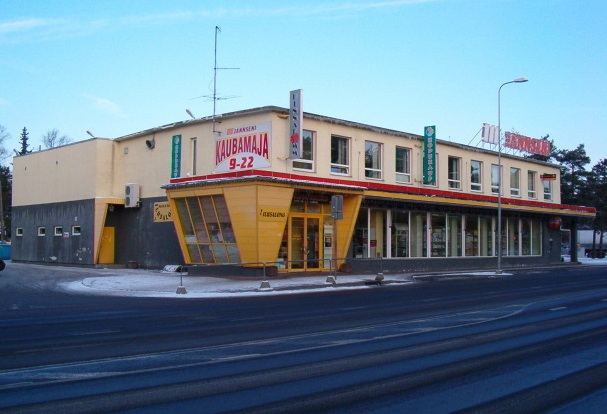
Supermarché Jannseni de Nõmme à Tallinn.
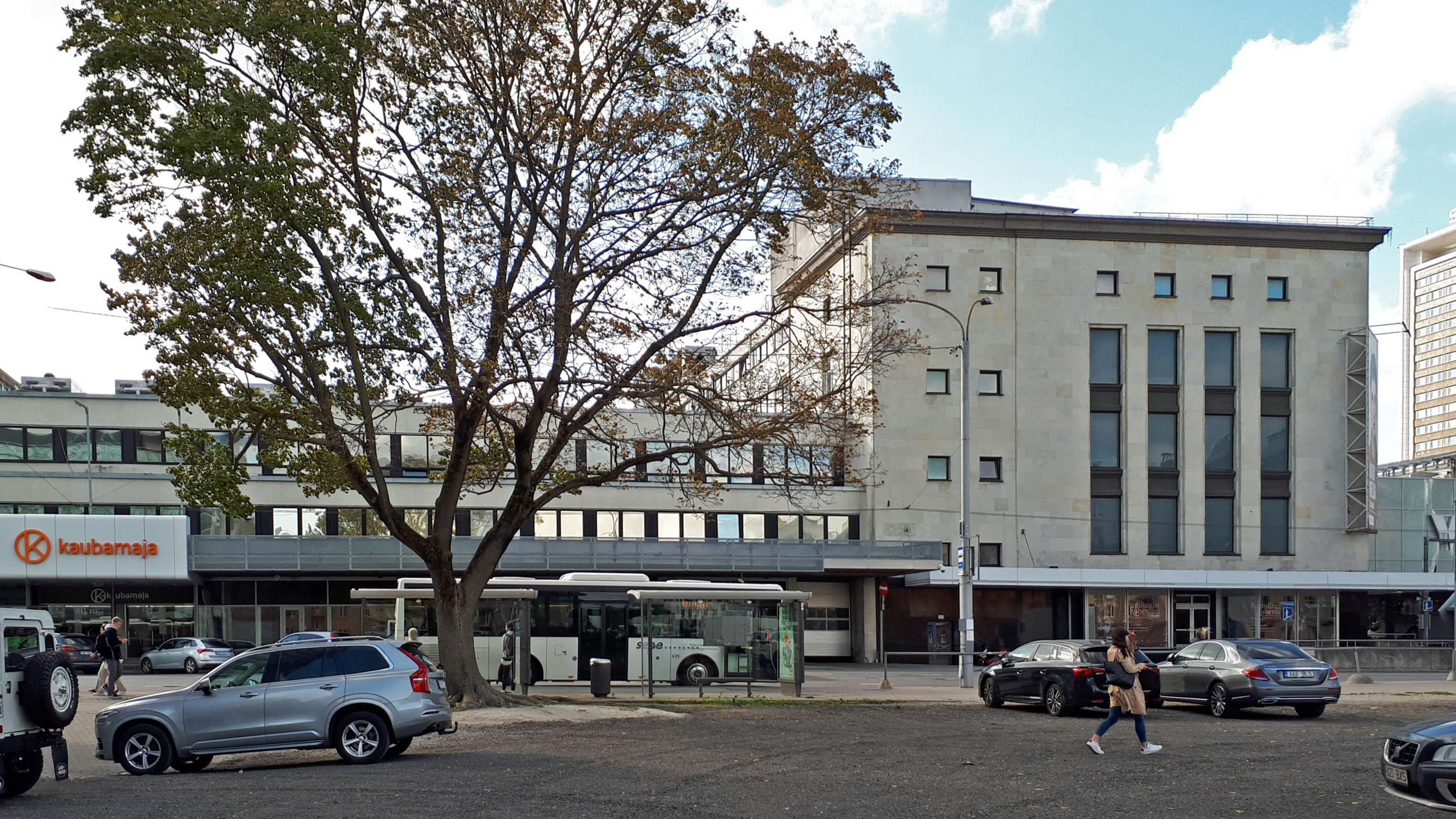
Magasin Tallinna Kaubamaja à Tallinn.